# Laguna La Luz
La Laguna La Luz es un embalse de agua artificial perteneciente a la localidad de Curauma ubicada en la comuna de Valparaíso, Región de Valparaíso.

## Hidrología
La laguna recibe los principales aportes de agua desde el estero Las Tablas, y desde una serie de quebradas localizadas en el sector sur de la laguna, la importancia se encuentran los aportes procedentes desde el sector norte. Gran parte de su área drena hacia el estero Placilla. Los rasgos morfológicos la caracterizan de modo general como una planicie elevada entre costas de 325 m y 420 m.
Se ubica en una depresión intermedia de la planicie elevada, que recibe aportes hídricos superficiales desde un área con pendientes medias del estero Las Tablas que desemboca en la laguna, presenta el área de aporte de mayor extensión con bajas pendientes.
La normativa urbana asociada al desarrollo de construcciones en las riberas de la laguna incorporó la exigencia de ubicar estas por sobre la cota de operación de 322,6 m s. n. m. dejándolos en la cota 326,50 m s. n. m., es decir, un metro por sobre el coronamiento del pretil de la represa de las aguas de la laguna La Luz.

## Historia
El embalse fue construido por el estado en el año 1907 para dar electricidad a los tranvías eléctricos y parte de la ciudad de Valparaíso. Fue la segunda central hidroeléctrica construida en Chile y la primera con alternadores, funcionó hasta el año 1996. Actualmente el embalse es de propiedad de Esval.

## Población, economía y ecología
Actualmente las de la Laguna La Luz son una reserva de agua potable de propiedad de Esval, manteniéndose en nivel embalsado en la cota de operación durante todo el año.
Laguna La Luz alberga hoy en día a tres importantes clubes de remo local y la laguna es sede habitual de campeonatos de remo y otras disciplinas deportivas. Por sus dimensiones (2.800 m de longitud y ancho promedio de 300 m) además de la imponente cobertura árboles de gran tamaño en sus riberas, sus aguas son calmas y aptas para la boga competitiva prácticamente todo el año.
La Laguna La Luz a pesar de ser un espacio privado, es parte importante de la historia de Curauma debido a que comenzó a ser lugar de recreación y deporte (especialmente remo) desde que comenzó la urbanización del sector. En su ribera existe un camino que permite una circulación prácticamente por todo su perímetro, convirtiéndolo en una de las pocas lagunas urbanas cuyo perímetro es recurrible a pie o en bicicleta y de uso público en Chile.

### Flora
- Peumus boldus
- Maytenus boaria
- Aristotelia chilensis
- Quillaja saponaria
- Retanilla trinervia
- Lithraea caustica
- Rosa eglanteria
- Schinus molle
- Pinus radiata
- Crataegus monogyna
- Acacia dealbata
- Acacia caven
- Eucalyptus globulus
- Polygonum punctatum
- Sophora macrocarpa
- Chusquea culeou
- Escallonia rubra
- Laburnum anagyroides
- Lobelia tupa
- Acacia melanoxylon
- Jubaea chilensis
- Cupressus macrocarpa
- Tristerix corymbosus

### Fauna
- Araña Pollito
- Coipos
- Conejos
- Carpas
- Ratones*
- Zorros
- Patos
- Codornices